# María Eugenia Parra
María Eugenia Parra (Chiquinquirá, 21 de noviembre de 1962-Bogotá, 24 de noviembre de 2020) fue una actriz colombiana, reconocida por sus papeles protagónicos en las series de televisión Asunción (1991) y La pantera (1992).

## Biografía

### Carrera
María Eugenia inició su carrera como actriz en la década de 1980. Tras estudiar teatro y aparecer en algunas obras en la ciudad de Bogotá, debutó en la televisión en la miniserie Carmentea junto a la actriz Patricia Grisales. Después de hacer una pequeña aparición en la serie juvenil LP loca pasión, logró reconocimiento a nivel nacional con sus destacados papeles protagónicos en las telenovelas Asunción y La pantera. Esta última producción la convirtió en una estrella en Colombia.
Sin embargo, algunos problemas personales la alejaron de la televisión colombiana, apareciendo esporádicamente en producciones como Tabú (1999), donde encarnó a la antagonista Amanda, Julius (1999), en el papel de Clemencia y la telenovela de corta duración El engaño, producción de Caracol Televisión bajo la dirección de Andrés Marroquín. En 2014 retornó a la televisión colombiana después de un largo receso para integrar el elenco de la serie biográfica Niche, lo que diga el corazón, basada en la trayectoria de la orquesta de salsa colombiana Niche y de su director Jairo Varela.

### Plano personal y fallecimiento
De acuerdo con el diario Vanguardia, la actriz atravesaba por varios problemas personales cuando decidió mantenerse al margen de la industria de la televisión en la década de 1990. Más adelante afirmó que no supo manejar la fama que empezó a ganar al convertirse en una figura pública, hecho que la llevó a alejarse incluso de sus seres queridos y a experimentar la soledad y, posteriormente, la depresión.
Por su estado de salud mental, la actriz intentó suicidarse en una ocasión y su familia tomó la decisión de internarla en una clínica para que recibiera tratamientos psiquiátricos. Todo esto ocurrió antes de que Parra regresara a la televisión a finales de la década de 1990.
La actriz falleció en Bogotá el 24 de noviembre de 2020 a los 58 años. La causa de su muerte aún no ha sido especificada.

## Filmografía destacada

### Cine y televisión
- 1985 - Escorpión
- 1986 - Carmentea
- 1989 - LP loca pasión
- 1990 - El pasado no perdona
- 1991 - Asunción
- 1991 - Escalona
- 1992 - La pantera
- 1993 - Lucerito
- 1993 - Solo una mujer
- 1995 - Paloma
- 1999 - Tabú
- 1999 - Julius
- 2006 - El engaño
- 2014 - Niche, lo que diga el corazón